# Takuya Murayama
Takuya Murayama (jap. 村山 拓哉, Murayama Takuya; * 8. August 1989 in Osaka, Präfektur Osaka) ist ein japanischer Fußballspieler.

## Karriere
Takuya Murayama erlernte das Fußballspielen in der Jugendmannschaft des Kyoto Shiko SC, der Schulmannschaft der Kumiyama High School sowie in der Universitätsmannschaft der Hannam University. Von Februar 2012 bis Juni 2012 war er vertrags- und vereinslos. Im Juli 2012 ging er nach Polen. Hier unterschrieb er einen Vertrag bei Gwardia Koszalin. Der Verein aus Koszalin spielte in der dritten polnischen Liga. Nach einem Jahr wechselte er nach Stettin. Hier schloss er sich Pogoń Stettin an. Stettin spielte in der ersten Liga, der Ekstraklasa. Für Stettin absolvierte er 78 Erstligaspiele. 2016 zog es ihn nach Asien. Hier unterschrieb er in Thailand einen Vertrag bei Ratchaburi Mitr Phol. Der Verein aus Ratchaburi spielte in der höchsten Liga, der Thai Premier League. 2016 gewann der mit Ratchaburi den FA Cup. Nach der Saison wurde sein Vertrag nicht verlängert. Von Januar 2017 bis Juli 2018 war er wieder vereinslos. Im August 2018 nahm ihn der serbische Klub FK Zemun aus Belgrad unter Vertrag. Im Januar 2019 verpflichtete ihn der israelische Verein Hapoel Petach Tikwa aus Petach Tikwa. Petach Tikwa spielte in der zweiten Liga, der Liga Leumit. Hier stand er bis Juni 2019 unter Vertrag. Nach Vertragsende war er bis Ende 2019 vereinslos. Anfang Februar 2020 verpflichtete ihn der ebenfalls in der zweiten Liga spielende Hapoel Akko aus Akkon. Für Akko absolvierte er 14 Zweitligaspiele.
Seit dem 1. August 2020 ist Murayama vertrags- und vereinslos.

## Erfolge
Ratchburi Mitr Phol
- Thailändischer Pokalsieger: 2016